# Helena Rzeszotarska

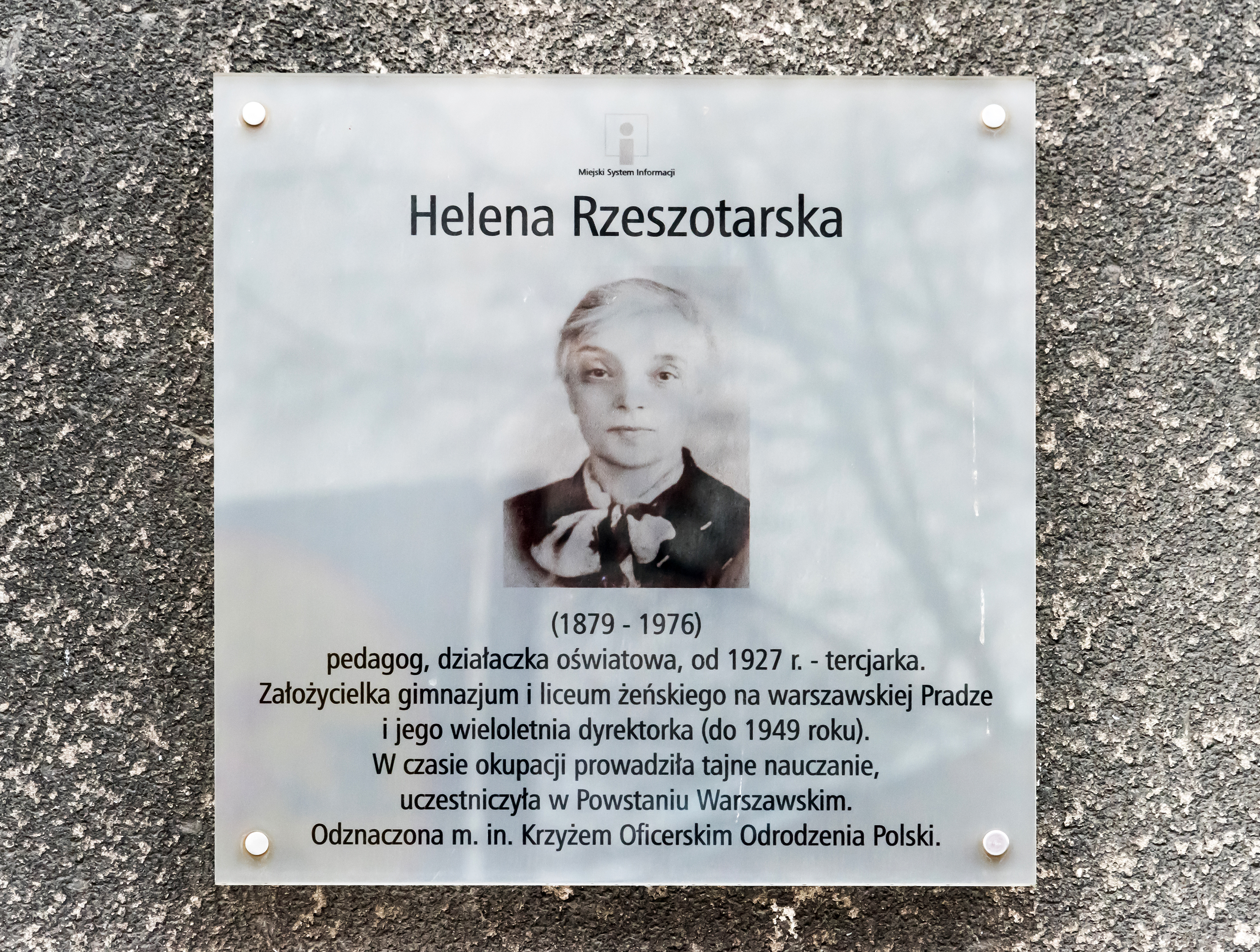
Tablica upamiętniająca Helenę Rzeszotarską na budynku przy ulicy jej imienia w Warszawie

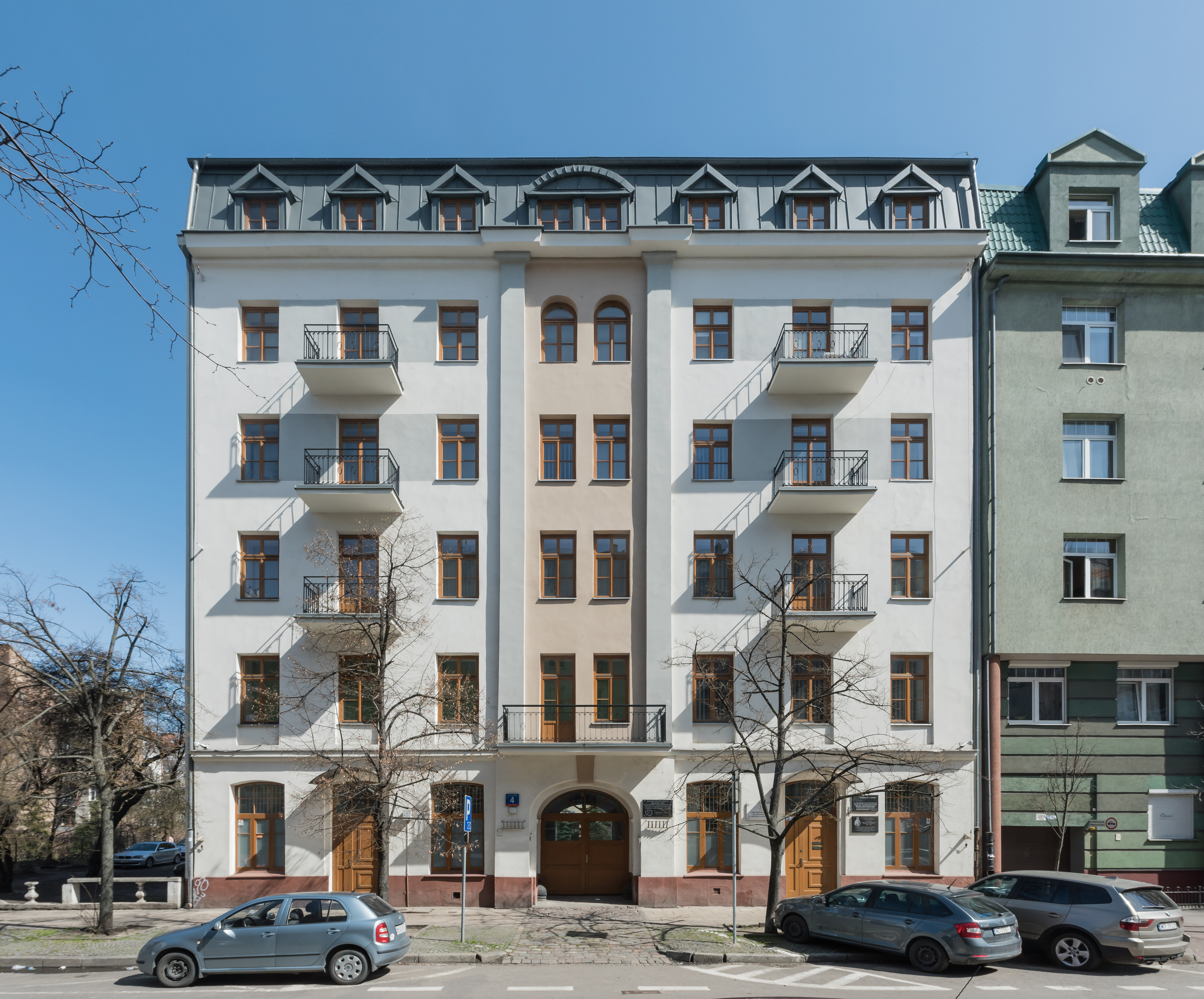
Kamienica Jana Modzelewskiego przy ul. Konopackiej 4, w której w latach 1915−1959 mieściła się szkoła założona przez Helenę Rzeszotarską

Helena Rzeszotarska (ur. 4 października 1879 w Petersburgu, zm. 11 sierpnia 1976 w Warszawie) – polska nauczycielka i pedagog. Założycielka prywatnej żeńskiej szkoły średniej działającej w latach 1908–1949 na warszawskiej Pradze.

## Życiorys
Była córką Marii z Iwanowskich i Alfonsa Rzeszotarskiego, inżyniera i profesora Petersburskiego Uniwersytetu Politechnicznego. W 1896 ukończyła jedno z gimnazjów państwowych w Petersburgu. W latach 1897–1901 uzupełniała wykształcenie średnie tajnymi wykładami z zakresu literatury polskiej i francuskiej. W latach 1901–1904 pracowała w szkole elementarnej. Po śmierci ojca w 1904 przeniosła się z Petersburga do Warszawy.
W 1908 odkupiła od Stanisławy Gostomskiej dwuklasową szkołę żeńską przy ul. Nowostalowej 6 (obecnie odcinek ul. Stalowej między ul. Inżynierską i ul Konopacką) i przekształciła ją w czteroklasowe żeńskie progimnazjum. W 1915 wynajęła część kamienicy Jana Modzelewskiego przy ul. Konopackiej 4, do której przeniosła się szkoła. W latach 1915–1919 przy progimnazjum działała także dwuletnia Średnia Szkoła Zawodowa. Czesne w szkole Heleny Rzeszotarskiej było niższe niż w innych podobnych placówkach w Warszawie, oferowała ona także liczne ulgi i zwolnienia dla najuboższych ale zdolnych uczennic. Uczęszczały do niej nie tylko dziewczęta z Pragi, ale również okolicznych miejscowości, m.in. Strugi, Wołomina i Miłosnej. W 1923 otrzymała od Ministerstwa Wyznań Religijnych i Oświecenia Publicznego zezwolenie na prowadzenie pełnej szkoły średniej z prawem do przeprowadzenia matur.
W 1926 wstąpiła do zakonu franciszkanek misjonarek Maryi, uzyskując jednocześnie zgodę władz kościelnych na dalsze prowadzenie szkoły w Warszawie.
Podczas okupacji niemieckiej w szkole prowadzono tajne nauczanie i wydano 45 konspiracyjnych matur. Powstała tam komórka organizacyjna Armii Krajowej, której Helena Rzeszotarska była członkiem. W 1942 nie uzyskała ona od władz niemieckich pozwolenia na dalsze prowadzenie przy ul. Konopackiej prywatnej szkoły powszechnej, a w 1943 Niemcy zamknęli również jej prywatną szkołę gospodarczą.
Szkoła została reaktywowana po wyzwoleniu Pragi w 1944. W 1949 placówka została upaństwowiona. Helena Rzeszotarska nie skorzystała z propozycji odkupienia przez władze oświatowe wyposażenia szkoły i przekazała je nieodpłatnie na rzecz utworzonej w jej miejsce szkoły Państwowej Żeńskiej Szkoły Ogólnokształcącej Stopnia Podstawowego i Licealnego nr 17. Pozostała w niej także jako nauczycielka języka polskiego. W 1959 szkoła została przeniesiona z ul. Konopackiej na nowo wybudowane osiedle Praga III, do nowego budynku przy ul. Burdzińskiego, gdzie kontynuowała działalność pod nazwą L Liceum Ogólnokształcącego z Oddziałami Integracyjnymi im. Ruy Barbosy.
Helena Rzeszotarska została pochowana na cmentarzu Powązkowskim w Warszawie (kwatera 28-4-16/17).

## Odznaczenia
- Krzyż Oficerski Orderu Odrodzenia Polski (1958)[18].

## Upamiętnienie
- W 2004 imieniem Heleny Rzeszotarskiej nazwano ulicę w warszawskiej dzielnicy Praga-Północ, biegnącą od al. „Solidarności” do ul. Wileńskiej (dawną ulicę Ireny Kosmowskiej)[19].
- Tablica w Praskiej Galerii Sław wmurowana w chodnik ul. Stalowej w 2017[20].
- Tablica pamiątkowa w kościele Matki Bożej Loretańskiej w Warszawie[18].
- Tablica pamiątkowa na dawnym budynku szkoły Heleny Rzeszotarskiej przy ul. Konopackiej 4[5].
- W okresie listopad 2023–lipiec 2024 Helenie Rzeszotarskiej poświęcono część wystawy Prawobrzeżne w Muzeum Warszawskiej Pragi[21].